# Denys de La Patellière
Denys de La Patellière (n. 8 martie 1921, Nantes, Franța – d. 21 iulie 2013, Dinard, communauté de communes Côte d'Émeraude⁠(d), Franța) a fost un regizor și scenarist francez.

## Biografie
Fiul unui ofițer, Denys de La Patellière a urmat cursurile școlii militare speciale din Saint-Cyr. În timpul celui de-al doilea război mondial, s-a alăturat Armatei de Eliberare. La sfârșitul conflictului, a început o carieră în cinematografie în laboratorul Buttes-Chaumont, ajutat de cumnatul său, care lucra la Comitetul de organizare a cinematografiei. Ulterior, a devenit monteur pentru jurnalul de actualități al societății Les Actualités françaises.

## Filmografie

### Ca regizor
- 1955 : Les Aristocrates, cu Pierre Fresnay
- 1956 : Le Salaire du péché, cu Danielle Darrieux, Jean-Claude Pascal, Jeanne Moreau
- 1957 : Les Œufs de l'autruche, cu Pierre Fresnay
- 1957 : Retour de manivelle, cu Michèle Morgan, Daniel Gélin, Peter van Eyck, Bernard Blier
- 1958 : Marile familii (Les Grandes familles), cu Jean Gabin, Jean Desailly, Pierre Brasseur, Bernard Blier
- 1959 : Strada Preriilor (Rue des prairies), cu Jean Gabin, Marie-José Nat, Claude Brasseur
- 1960 : Les Yeux de l'amour, cu Danielle Darrieux și Jean-Claude Brialy
- 1961 : Un taxi pentru Tobruk (Un taxi pour Tobrouk), cu Lino Ventura, Charles Aznavour, Hardy Krüger și Maurice Biraud
- 1961 : Vaporul lui Emil (Le bateau d'Émile), cu Lino Ventura, Annie Girardot, Michel Simon și Pierre Brasseur
- 1964 : God's Thunder (Le tonnerre de Dieu), cu Jean Gabin, Lilli Palmer, Michèle Mercier, Robert Hossein
- 1964 : Marco the Magnificent, cu Horst Buchholz, Anthony Quinn, Orson Welles, Omar Sharif, Elsa Martinelli, Akim Tamiroff
- 1965 : The Upper Hand (Du rififi à Paname), cu Jean Gabin, George Raft, Gert Fröbe, Nadja Tiller, Mireille Darc
- 1966 : Soleil noir, cu Daniel Gélin, Michèle Mercier, Valentina Cortese
- 1966 : Călătoria tatălui (Le Voyage du père), cu Fernandel
- 1968 : Caroline chérie, cu France Anglade, Vittorio De Sica, Bernard Blier, Charles Aznavour, Gert Fröbe, Jean-Claude Brialy, Karin Dor
- 1968 : Tatuajul (Le tatoué), cu Jean Gabin și Louis de Funès
- 1972 : Le Tueur, cu Jean Gabin, Fabio Testi, Bernard Blier, Gérard Depardieu
- 1973 : Prêtres interdits, cu Robert Hossein, Claude Jade
- 1980 : Le Comte de Monte-Cristo, cu Jacques Weber (TV)
- 1990 : Paparoff se dédouble, cu Michel Constantin, Pascale Petit (TV)
- 1992 : Diamond Swords, cu Caroline Goodall, Jason Flemyng
- 1994-1995 : 2 episoade Maigret

### Ca scenarist
- 1954 : Le Défroqué, regizat de Léo Joannon
- 1958 : La Tour, prends garde ! de Georges Lampin
- 1962 : Carillons sans joie de Charles Brabant
- 1964 : Du grabuge chez les veuves de Jacques Poitrenaud
- 1975 : Le Renard dans l'Ile, film TV de Leila Senati
- 1997 : Van Loc : un grand flic de Marseille (serial TV) - episodul "Pour l'Amour de Marie" de Claude Barrois

## Legături externe
- Denys de La Patellière la Internet Movie Database